# Sarsa Dengel
Sarsa Dengel, död 1597, var kejsare av Etiopien mellan 1563 och 1597.